# DAX
| DAX              |              |
| Performanceindex |              |
| ISIN             | DE0008469008 |
| WKN              | 846900       |
| Symbol           | DAX          |
| RIC              | .GDAXI       |
| Bloomberg-Code   | DAX <Index>  |
| Kursindex        |              |
| ISIN             | DE0008467440 |
| WKN              | 846744       |
| Symbol           | DAXK         |
| RIC              | .GDAXIP      |
| Bloomberg-Code   | DAXK Index   |

Der DAX (Abkürzung für Deutscher Aktienindex) ist der bedeutendste deutsche Aktienindex. Er misst aktuell die Wertentwicklung der 40 größten und (bezogen auf die Streubesitz-Marktkapitalisierung) liquidesten Unternehmen des deutschen Aktienmarktes und repräsentiert rund 80 Prozent der Marktkapitalisierung börsennotierter Aktiengesellschaften in Deutschland.
Die im DAX enthaltenen Aktiengesellschaften sind mindestens im General Standard an der Frankfurter Wertpapierbörse notiert. Der Index basiert auf Handelsdaten im elektronischen Handelssystem Xetra und wird börsentäglich von ca. 9 Uhr bis 17:30 Uhr berechnet. Der Index ist ein Produkt und eingetragene Wortmarke und Bildmarke der Deutschen Börse AG. Er ist das wichtigste Mitglied der DAX-Indexfamilie.

## Geschichte
Entwickelt wurde der DAX gemeinsam von der Arbeitsgemeinschaft der Deutschen Wertpapierbörsen, der Frankfurter Wertpapierbörse und der Börsen-Zeitung. Er wurde am 1. Juli 1988 eingeführt und setzt den Index der Börsen-Zeitung fort, dessen Geschichte bis ins Jahr 1959 zurückgeht. Für den 31. Dezember 1987 wurde er auf 1.000 Indexpunkte normiert. Zunächst wurde der DAX lediglich als Ergänzung zu bereits etablierten deutschen Aktienindizes gesehen, inzwischen hat er die anderen Indizes aber an Bekanntheit hinter sich gelassen und ist als Leitindex für den deutschen Aktienmarkt national und international anerkannt.
Ursprünglich basierend auf den Werten der 30 bedeutendsten notierten Aktiengesellschaften, wurde er im September 2021 von 30 auf 40 Aktiengesellschaften erweitert.

## Typologie und weitere DAX-Indizes
Der DAX wird sowohl als Performance- als auch als Kursindex veröffentlicht. Als Performanceindex (Symbol DAX) werden die Dividenden der im DAX enthaltenen Unternehmen rechnerisch reinvestiert; beim Kursindex (Symbol DAXK) bleiben die Dividenden unberücksichtigt. Umgangssprachlich wird unter der einfachen Bezeichnung „DAX“ der Performanceindex verstanden. Bei anderen Indizes (z. B. beim EURO STOXX 50) ist mit der einfachen Bezeichnung meistens der jeweilige Kursindex gemeint.
Im Frühjahr 1994 wurde der sogenannte DAX 100 eingeführt. Dieser Index sollte die Wertentwicklung der 100 liquidesten Werte des Aktienmarkts dokumentieren. Mit Einführung des MDAX 1996 umfasste er die 30 Werte des DAX und die 70 des MDAX. Durch die Änderung des MDAX auf 50 Werte, seit dem 24. September 2018 auf 60 Werte, trat an die Stelle des DAX 100 der HDAX. Der CDAX umfasst dagegen alle in Frankfurt gehandelten Aktien. Der SDAX umfasst seit dem 24. September 2018 70 kleinere Werte hinter dem MDAX.
Als sogenannten Strategie-Index gibt es u. a. den ShortDAX. Er ist umgekehrt proportional zur täglichen Entwicklung des DAX und ermöglicht so Anlegern, die nur Long-Positionen eingehen können, die Partizipation an negativen Kursentwicklungen. Verliert beispielsweise der DAX an einem Tag 5 %, dann legt der ShortDAX um eben soviel Prozent zu. Dadurch haben z. B. Indexanbieter die Möglichkeit, ein Produkt zu offerieren, das bei negativer Entwicklung des DAX steigt und dem „Käufer“ Möglichkeiten eröffnet, auch bei negativen Kursentwicklungen Gewinne zu erzielen. Daneben gibt es Branchenindizes oder Strategieindizes wie den DivDAX für dividendenstarke Unternehmen. Zu den wichtigsten deutschen Indizes gehört auch der TecDAX, der 30 der größten Technologiewerte beinhaltet.
Die implizite Volatilität, also die erwartete Schwankungsbreite des DAX für den Zeitraum der nächsten 30 Tage misst der VDAX-NEW, ein ebenfalls von der Deutschen Börse AG veröffentlichter Volatilitätsindex. Sein Vorgänger, der VDAX, gibt die implizite Volatilität des DAX über 45 Tage auf Grundlage eines anderen methodischen Ansatzes an. Beide Volaindizes werden in annualisierter Form notiert.
Die Eurex bietet Optionen (ODAX) und Futures (FDAX) auf den DAX an.

## Berechnung

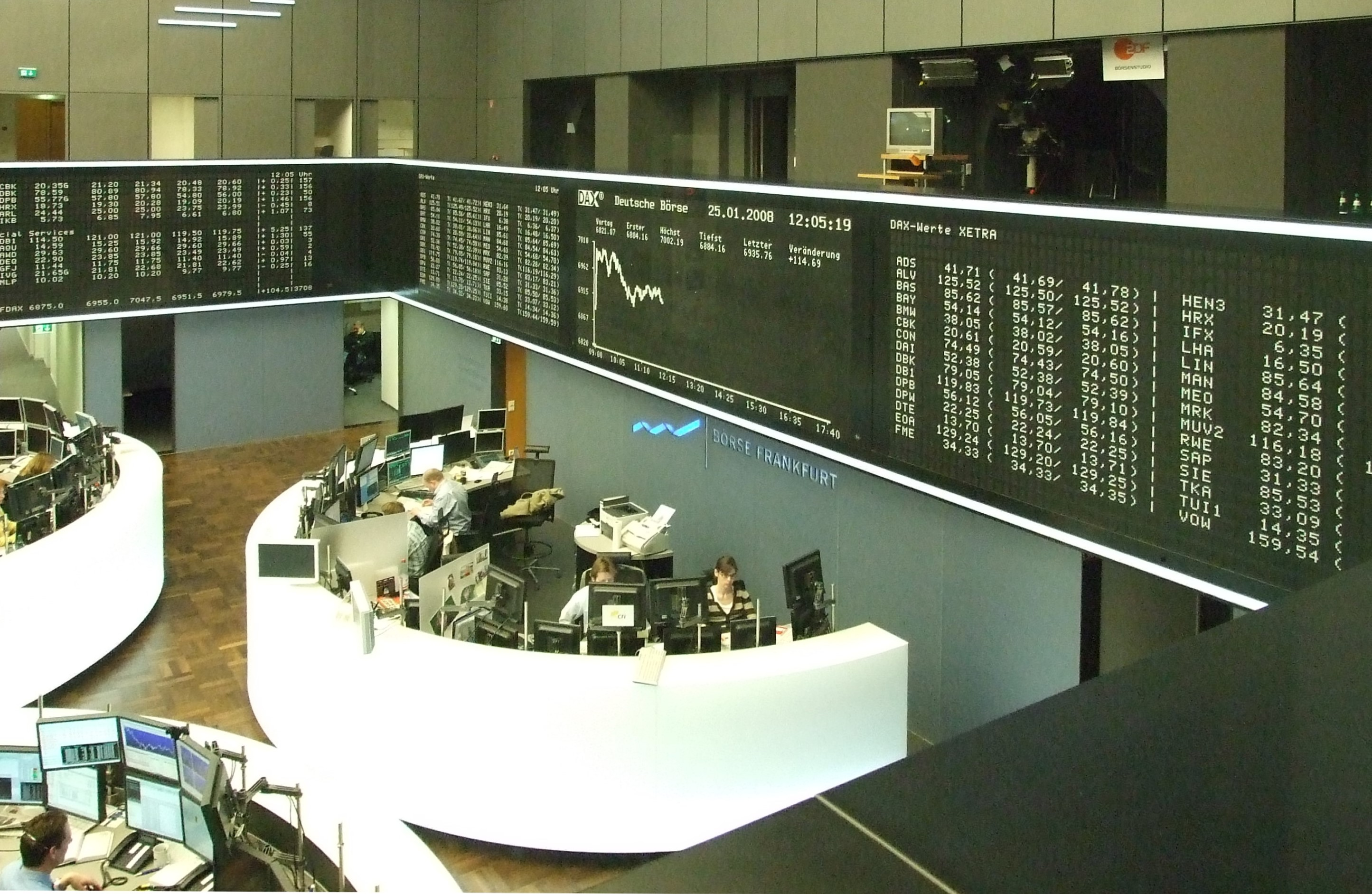
DAX-Kurstafel in der Frankfurter Wertpapierbörse (2008)

Der Index basiert seit dem 21. Juni 1999 auf den Kursen des elektronischen Handelssystems Xetra. Seine Berechnung beginnt seit Januar 2016 börsentäglich ab 9:06 Uhr MEZ/MESZ. Wenn zu diesem Zeitpunkt für einzelne Aktien noch keine Eröffnungskurse vorliegen, werden die jeweiligen Schlusskurse des vorangegangenen Handelstags herangezogen. Die Berechnung endet mit den Kursen der Xetra-Schlussauktion, die um 17:30 Uhr beginnt und 5 bis 15 Minuten dauern kann. Bis zum 31. Dezember 2005 wurde der DAX so im 15-Sekunden-Takt aktualisiert, seit 1. Januar 2006 jede Sekunde.
Zur Berechnung, die auf der Indexformel von Étienne Laspeyres basiert, werden die Aktienkurse der ausgewählten börsennotierten Gesellschaften nach ihrer Marktkapitalisierung gewichtet. Dabei werden nur die Aktien in Streubesitz berücksichtigt. Ist das Kapital einer Gesellschaft in mehrere Aktienarten unterteilt (z. B. in Stammaktien und Vorzugsaktien), wird die Aktienart mit der höheren Liquidität herangezogen. Dabei werden auch Sonderfälle berücksichtigt, z. B. die 2011/2012 zum Umtausch gehandelten Aktien der Deutschen Börse AG.
Für Zeiten außerhalb des Xetra-Handels (vor Handelsbeginn und nach der Schlussauktion) berechnet die Deutsche Börse AG von 8:00 Uhr bis 9:00 Uhr und von 17:30 Uhr bis 20:00 Uhr den LDAX (auch L-DAX, L/E-DAX) auf Basis der Aktienkurse an der Börse Frankfurt, die entsprechend längere Handelszeiten hat. Außerdem wird von 8:00 Uhr bis 9:00 Uhr und von 17:30 Uhr bis 22:15 Uhr der XDAX (auch X-DAX) auf Basis an der Terminbörse Eurex gehandelter DAX-Futures berechnet.

## Unternehmen im DAX

### Auswahlkriterium
Seit September 2021 qualifizieren sich Unternehmen für eine Aufnahme in den DAX mit nur noch einem Hauptkriterium. Als Mitbegründung für die Änderung wird u. a. der Wirecard-Skandal (Wirecard-Untersuchungsausschuss) angegeben. Die Free-Float-Marktkapitalisierung (deutsch Marktkapitalisierung aus Streubesitz) wird auf jährlicher Basis im März und September zum jeweils letzten Handelstag des Monats, aus den zwanzig vorhergehenden Handelstagen mittels dem durchschnittlichen volumengewichteten Durchschnittspreis (VWAP) ermittelt, und dient als einziges Auswahlkriterium für eine Aufnahme in den DAX.
Eine Anpassung des DAX findet neben März und September zum Ende der verbleibenden Quartalsmonate jeweils über die vier, bereits vor September 2021 bestehenden Regeln statt, welche nach dem Inkrafttreten des neuen Auswahlkriterium wie folgt aussehen:
Fast-Exit
Sollte sich ein Unternehmen aus dem Index im Kriterium der Marktkapitalisierung auf Rang 61 oder schlechter im DAX, Rang 111 oder schlechter im MDAX, Rang 181 oder schlechter im SDAX oder Rang 46 oder schlechter im TecDAX befinden, wird es aus dem Index genommen. Ein Unternehmen, das nicht im Index enthalten ist und im Rahmen der Marktkapitalisierung mindestens Rang 47 im DAX, Rang 97 im MDAX, Rang 167 im SDAX oder Rang 35 im TecDAX belegt, ersetzt jenes Unternehmen im Index.
Fast-Entry
Sollte sich ein Unternehmen, das nicht im Index enthalten ist, im Kriterium der Marktkapitalisierung auf Rang 33 oder besser im DAX, Rang 83 oder besser im MDAX, Rang 153 oder besser im SDAX oder Rang 25 oder besser im TecDAX befinden, wird es neu in den Index aufgenommen. Jener Wert, der einen Rang hinter Rang 47 im DAX, Rang 97 im MDAX, Rang 167 im SDAX oder Rang 35 im TecDAX aufweist, scheidet aus dem Index aus.
Regular-Exit
Potenziell für eine Indexaufnahme qualifiziert sich ein Unternehmen, wenn es sich auf einem besseren Rang, als Rang 53 im DAX, Rang 103 im MDAX, Rang 179 im SDAX oder Rang 41 im TecDAX befindet. Wenn ein Wert, der nicht im Index enthalten ist, existiert, der mindestens Rang 47 im DAX, Rang 97 im MDAX, Rang 167 im SDAX oder Rang 35 im TecDAX erreicht hat, wird ein Wechsel durchgeführt.
Regular-Entry
Wenn ein Unternehmen sich mindestens auf Rang 40 im DAX, Rang 90 im MDAX, Rang 160 im SDAX oder Rang 30 im TecDAX befindet, kann es neu in den Index aufgenommen werden. Sollte ein Index-Wert existieren, der Rang 47 im DAX, Rang 97 im MDAX, Rang 167 im SDAX oder Rang 35 im TecDAX belegt, wird ein Wechsel durchgeführt.

### Indexgewichtung
Die Indexgewichtung für die Werte im DAX erfolgt entsprechend ihrer Streubesitz-Marktkapitalisierung. Maßgeblich ist also nicht der gesamte Börsenwert oder das gesamte Kapital eines Unternehmens, sondern nur der Wert der frei handelbaren Aktien (englisch free float) der im DAX vertretenen Aktiengattung. Festbesitz, das ist der Besitz von Großaktionären, die 5 % oder mehr dieser Aktien halten, bleibt für die Gewichtung unberücksichtigt. Zum Festbesitz zählen auch eigene Aktien, die das herausgebende Unternehmen selbst hält, unabhängig von der Höhe des Anteils. Seit 2006 gibt es eine Kappungsgrenze: Bis 2023 durften einzelne Titel ein Maximalgewicht von 10 % haben. Nach dem Abschied des „Schwergewichts“ Linde AG aus dem DAX wurde die Grenze im Jahr 2024 auf 15 % angehoben. Weil danach auch die SAP-Aktie diese Kappungsgrenze überschritt und die Deutsche Börse den Weggang von SAP verhindern möchte, wird die Auflage eines DAX 2.0 ohne Kappungsgrenzen erwogen. Trotzdem bleibt das Problem aktiv gemanagter Fonds, die den DAX abbilden wollen, dass sie nach der europäischen Fondsrichtlinie Ucits maximal 10 % in eine Aktie investieren dürfen. Auch für ETFs gibt es eine Grenze von 20 %.
Aufgrund von Änderungen beim Aktienbesitz, aber vor allem aufgrund von Kursveränderungen ändert sich die tatsächliche Streubesitz-Marktkapitalisierung fortwährend. Die Gewichtung wird dabei bei jeder sekündlichen Neuberechnung des DAX auf Basis der aktuellen Kurse ebenfalls neu berechnet. Änderungen des Streubesitz-Anteils werden dagegen von der Deutschen Börse nur zu den vierteljährlichen Anpassungsterminen erfasst und fließen erst dann in die Gewichtung ein. Dies führte zu Situationen, in denen sich ein Aktienkurs in Echtzeit einem veränderten Freefloat anpasst, dem aber in der Gewichtung erst zeitverzögert entgegenwirkend Rechnung getragen wird. Auf Kapriolen der Volkswagen Stammaktie hin führte die Deutsche Börse im November 2008 zusätzliche Regeln ein, um derartigen extremen Verzerrungen entgegenzuwirken. Ein Wert kann demnach zwischen Anpassungsterminen aus dem Index genommen werden, falls seine Gewichtung 10 % überschreitet und die historische 30-Tages-Volatilität des Aktienkurses 250 % übersteigt.

### Zusammensetzung
Die Tabelle zeigt alle Unternehmen im DAX und deren Indexgewicht – basierend auf der Streubesitz-Marktkapitalisierung – von der letzten manuellen Anpassung (Stand: 22. April 2025).
| Name                      | Symbol | Branche                                                         | Logo | Indexgewicht in % | (Letzte) Aufnahme | Sitz (Ort)               | Sitz (Land)         |
| ------------------------- | ------ | --------------------------------------------------------------- | ---- | ----------------- | ----------------- | ------------------------ | ------------------- |
| Adidas                    | ADS    | Sportartikel                                                    |      | 2,500             | 22. Juni 1998     | Herzogenaurach           | Bayern              |
| Airbus                    | AIR    | Luftfahrt, Raumfahrt, Rüstung                                   |      | 6,079             | 20. Sep. 2021     | Leiden                   | Niederlande         |
| Allianz                   | ALV    | Versicherungen                                                  |      | 8,411             | 1. Juli 1988      | München                  | Bayern              |
| BASF                      | BAS    | Chemie                                                          |      | 2,794             | 1. Juli 1988      | Ludwigshafen am Rhein    | Rheinland-Pfalz     |
| Bayer                     | BAYN   | Chemie, Pharma                                                  |      | 1,466             | 1. Juli 1988      | Leverkusen               | Nordrhein-Westfalen |
| Beiersdorf                | BEI    | Konsumgüter (Produktion)                                        |      | 0,743             | 20. Juni 2022     | Hamburg                  | Hamburg             |
| BMW                       | BMW    | Automobil (Produktion)                                          |      | 1,463             | 1. Juli 1988      | München                  | Bayern              |
| Brenntag                  | BNR    | Chemie (Handel)                                                 |      | 0,484             | 20. Sep. 2021     | Essen                    | Nordrhein-Westfalen |
| Commerzbank               | CBK    | Banken                                                          |      | 1,497             | 27. Feb. 2023     | Frankfurt am Main        | Hessen              |
| Continental               | CON    | Automobil (Zulieferer)                                          |      | 0,469             | 24. Sep. 2012     | Hannover                 | Niedersachsen       |
| Daimler Truck             | DTG    | Nutzfahrzeuge (Produktion)                                      |      | 1,299             | 21. März 2022     | Stuttgart                | Baden-Württemberg   |
| Deutsche Bank             | DBK    | Banken                                                          |      | 2,755             | 1. Juli 1988      | Frankfurt am Main        | Hessen              |
| Deutsche Börse            | DB1    | Börsen                                                          |      | 3,119             | 23. Dez. 2002     | Frankfurt am Main        | Hessen              |
| Deutsche Post             | DHL    | Logistik                                                        |      | 2,528             | 19. März 2001     | Bonn                     | Nordrhein-Westfalen |
| Deutsche Telekom          | DTE    | Telekommunikation                                               |      | 7,494             | 18. Nov. 1996     | Bonn                     | Nordrhein-Westfalen |
| E.ON                      | EOAN   | Energie (Versorgung)                                            |      | 1,829             | 19. Juni 20001    | Essen                    | Nordrhein-Westfalen |
| Fresenius                 | FRE    | Medizintechnik, Kliniken                                        |      | 1,019             | 23. März 2009     | Bad Homburg vor der Höhe | Hessen              |
| Fresenius Medical Care    | FME    | Medizintechnik                                                  |      | 0,555             | 27. Dez. 2024     | Hof                      | Bayern              |
| Hannover Rück             | HNR1   | Versicherungen                                                  |      | 1,011             | 21. März 2022     | Hannover                 | Niedersachsen       |
| Heidelberg Materials      | HEI    | Baustoffe                                                       |      | 1,474             | 21. Juni 2010     | Heidelberg               | Baden-Württemberg   |
| Henkel                    | HEN3   | Konsumgüter, Chemie                                             |      | 0,754             | 1. Juli 1988      | Düsseldorf               | Nordrhein-Westfalen |
| Infineon                  | IFX    | Halbleiter                                                      |      | 2,691             | 21. Sep. 2009     | Neubiberg                | Bayern              |
| Mercedes-Benz Group       | MBG    | Automobil (Produktion)                                          |      | 2,506             | 21. Dez. 19981    | Stuttgart                | Baden-Württemberg   |
| Merck                     | MRK    | Chemie, Pharma                                                  |      | 1,053             | 18. Juni 2007     | Darmstadt                | Hessen              |
| MTU Aero Engines          | MTX    | Luftfahrt                                                       |      | 1,135             | 23. Sep. 2019     | München                  | Bayern              |
| Münchener Rück            | MUV2   | Versicherungen                                                  |      | 4,810             | 23. Sep. 1996     | München                  | Bayern              |
| Porsche Automobil Holding | PAH3   | Holding                                                         |      | 0,355             | 20. Sep. 2021     | Stuttgart                | Baden-Württemberg   |
| Qiagen                    | QIA    | Biotechnologie                                                  |      | 0,493             | 20. Sep. 2021     | Venlo                    | Niederlande         |
| Rheinmetall               | RHM    | Wehrtechnik, Automobil (Zulieferer)                             |      | 3,523             | 20. März 2023     | Düsseldorf               | Nordrhein-Westfalen |
| RWE                       | RWE    | Energie (Versorgung)                                            |      | 1,345             | 1. Juli 1988      | Essen                    | Nordrhein-Westfalen |
| SAP                       | SAP    | Software                                                        |      | 13,956            | 18. Sep. 1995     | Walldorf                 | Baden-Württemberg   |
| Sartorius                 | SRT3   | Prozesstechnologie (Biotechnologie), Labortechnologie           |      | 0,365             | 20. Sep. 2021     | Göttingen                | Niedersachsen       |
| Siemens                   | SIE    | Elektrotechnik                                                  |      | 10,667            | 1. Juli 1988      | Berlin und München       | Berlin und Bayern   |
| Siemens Energy            | ENR    | Elektrotechnik, Energietechnik                                  |      | 2,539             | 19. Sep. 2022     | München                  | Bayern              |
| Siemens Healthineers      | SHL    | Medizintechnik                                                  |      | 0,892             | 20. Sep. 2021     | Erlangen                 | Bayern              |
| Symrise                   | SY1    | Lebensmittel, Chemie, Kosmetik, Konsumgüter, Duftstoffe, Aromen |      | 0,714             | 20. Sep. 2021     | Holzminden               | Niedersachsen       |
| Volkswagen                | VOW3   | Automobil (Produktion)                                          |      | 1,297             | 1. Juli 1988      | Wolfsburg                | Niedersachsen       |
| Vonovia                   | VNA    | Immobilien                                                      |      | 1,106             | 21. Sep. 2015     | Bochum                   | Nordrhein-Westfalen |
| Zalando                   | ZAL    | Versandhandel (Mode)                                            |      | 0,456             | 20. Sep. 2021     | Berlin                   | Berlin              |

1) Die Mercedes-Benz Group und E.ON waren durch ihre Vorgängerunternehmen seit dem 1. Juli 1988 im DAX vertreten.

### Kurse und Marktkapitalisierungen
Nachfolgend sind für alle Unternehmen im DAX die nach Handelsschluss am 15. August 2025 resultierenden Aktienkurse und Marktkapitalisierungen aufgelistet.
| Aktiengesellschaft                       | Kurs [€] | Marktkapitalisierung [Mio. €] |
| ---------------------------------------- | -------- | ----------------------------- |
| SAP                                      | 237,00   | 260.470,83                    |
| Siemens                                  | 234,25   | 173.504,53                    |
| Deutsche Telekom                         | 30,84    | 142.620,70                    |
| Airbus                                   | 186,86   | 139.551,75                    |
| Allianz                                  | 377,50   | 137.482,66                    |
| Siemens Energy                           | 94,84    | 71.203,11                     |
| Rheinmetall                              | 1621,00  | 70.097,32                     |
| Münchener Rückversicherungs-Gesellschaft | 556,60   | 68.077,11                     |
| Deutsche Bank                            | 31,25    | 56.794,28                     |
| BMW                                      | 90,14    | 51.968,14                     |
| Siemens Healthineers                     | 47,07    | 49.819,46                     |
| Mercedes-Benz Group (ex Daimler)         | 53,51    | 48.624,14                     |
| Volkswagen (VW) vz.                      | 99,42    | 47.614,48                     |
| Merck                                    | 112,05   | 45.974,08                     |
| Infineon                                 | 36,66    | 44.939,74                     |
| DHL Group (ex Deutsche Post)             | 41,79    | 44.646,95                     |
| Deutsche Börse                           | 256,20   | 44.433,19                     |
| Commerzbank                              | 37,30    | 39.688,01                     |
| Porsche                                  | 45,88    | 39.654,16                     |
| BASF                                     | 46,16    | 38.937,39                     |
| E.ON                                     | 15,79    | 38.925,22                     |
| Heidelberg Materials                     | 206,60   | 34.711,10                     |
| Daimler Truck                            | 41,41    | 29.440,45                     |
| Hannover Rück                            | 256,00   | 29.131,12                     |
| adidas                                   | 166,20   | 28.004,16                     |
| Henkel vz.                               | 71,54    | 26.343,53                     |
| Bayer                                    | 27,05    | 25.073,79                     |
| Fresenius                                | 46,01    | 24.455,55                     |
| RWE                                      | 34,83    | 23.865,62                     |
| Vonovia                                  | 28,50    | 22.474,40                     |
| Beiersdorf                               | 101,80   | 20.999,05                     |
| MTU Aero Engines                         | 388,30   | 19.709,00                     |
| Continental                              | 74,92    | 14.140,83                     |
| Fresenius Medical Care (FMC) St.         | 42,63    | 11.803,98                     |
| Sartorius vz.                            | 197,65   | 11.724,33                     |
| Porsche Automobil vz.                    | 36,66    | 10.595,04                     |
| Symrise                                  | 79,84    | 10.531,12                     |
| QIAGEN                                   | 41,96    | 8.620,70                      |
| Brenntag                                 | 54,58    | 7.436,86                      |
| Zalando                                  | 23,11    | 5.657,83                      |
|                                          |          |                               |
| Summe                                    |          | 2.019.745,71                  |

### Zusammensetzungshistorie
Seit der Einführung des DAX am 1. Juli 1988 wurden zahlreiche Anpassungen an seiner Zusammensetzung vorgenommen. Ursprünglich waren folgende 30 Werte Bestandteil des Index:
| - Allianz * - BASF * - Bayer * - Bayerische Hypotheken- und Wechsel-Bank - Bayerische Vereinsbank - BMW * - Commerzbank - Continental - Daimler-Benz (*) - Degussa | - Deutsche Bank * - Deutsche Babcock - Deutsche Lufthansa - Dresdner Bank - Feldmühle Nobel - Henkel * - Hoechst - Karstadt - Kaufhof - Linde | - MAN - Mannesmann - Nixdorf - RWE * - Schering (*) - Siemens * - Thyssen - VEBA (*) - VIAG (*) - Volkswagen * |

Die mit * gekennzeichneten Unternehmen sind bis heute ununterbrochen im DAX vertreten; die mit (*) gekennzeichneten Aktiengesellschaften sind durch Nachfolgeunternehmen bis heute ununterbrochen im DAX vertreten.
Ausgehend von dieser anfänglichen Zusammensetzung wurden folgende Veränderungen vorgenommen:
| Datum      | Ausgeschiedene Unternehmen             | Aufgenommene Unternehmen                    | Ursache / Anmerkung |
| ---------- | -------------------------------------- | ------------------------------------------- | --- |
| 03.09.1990 | Feldmühle Nobel                        | Metallgesellschaft                          | Übernahme von Feldmühle Nobel durch Stora Enso |
| 03.09.1990 | Nixdorf                                | Preussag (heute TUI)                        | Nixdorf geht in Siemens Nixdorf auf |
| 18.09.1995 | Deutsche Babcock                       | SAP                                         | Höhere Marktkapitalisierung von SAP |
| 22.07.1996 | Kaufhof                                | Metro                                       | Zusammenschluss von Kaufhof und Metro Cash & Carry |
| 23.09.1996 | Continental                            | Münchener Rück                              | Abstieg in den MDAX wegen zu geringer Marktkapitalisierung |
| 18.11.1996 | Metallgesellschaft                     | Deutsche Telekom                            | Börsengang der Telekom |
| 22.06.1998 | Bayerische Hypotheken- und Wechselbank | adidas                                      | Zusammenschluss von Vereinsbank und Hypobank zur Bayerischen Hypo- und Vereinsbank |
| 22.06.1998 | Bayerische Vereinsbank                 | Bayerische Hypo- und Vereinsbank            | Zusammenschluss von Vereinsbank und Hypobank zur Bayerischen Hypo- und Vereinsbank |
| 21.12.1998 | Daimler-Benz                           | DaimlerChrysler (heute Mercedes-Benz Group) | Zusammenschluss von Daimler-Benz mit Chrysler |
| 22.03.1999 | Degussa                                | Degussa-Hüls (heute Evonik Degussa)         | Verschmelzung der Degussa AG auf die Hüls AG und Umbenennung in Degussa-Hüls AG |
| 25.03.1999 | Thyssen                                | Thyssenkrupp                                | Zusammenschluss von Thyssen und Krupp |
| 20.09.1999 | Hoechst                                | Fresenius Medical Care                      | Zusammenschluss von Hoechst und Rhône-Poulenc zu Aventis |
| 14.02.2000 | Mannesmann                             | Epcos                                       | Übernahme von Mannesmann durch Vodafone |
| 19.06.2000 | Veba                                   | E.ON                                        | Zusammenschluss von Veba und Viag zu E.ON |
| 19.06.2000 | VIAG                                   | Infineon                                    | Zusammenschluss von Veba und Viag zu E.ON |
| 18.12.2000 | Degussa-Hüls                           | Degussa                                     | Verschmelzung der Degussa-Hüls AG und der SKW Trostberg AG auf die neue Degussa AG |
| 19.03.2001 | KarstadtQuelle                         | Deutsche Post                               | Börsengang der Deutschen Post |
| 23.07.2001 | Dresdner Bank                          | MLP Vz.                                     | Übernahme der Dresdner Bank durch die Allianz |
| 23.09.2002 | Degussa                                | Altana                                      | Zu geringe Marktkapitalisierung der Degussa AG nach weitgehender Annahme des Übernahmeangebots durch die RAG AG |
| 23.12.2002 | Epcos                                  | Deutsche Börse                              | Fast-Exit von Epcos, da Epcos bei der Marktkapitalisierung nur Rang 52 belegt |
| 22.09.2003 | MLP                                    | Continental                                 | Regular-Exit von MLP, da MLP sowohl beim Handelsumsatz als auch bei der Marktkapitalisierung nicht mehr die DAX-Kriterien erfüllte; Continental ist das erste Unternehmen, dem die Wiederaufnahme in den DAX gelingt |
| 31.01.2005 |                                        | Lanxess                                     | Lanxess wird von Bayer abgespalten. Um Verzerrungen in der DAX-Berechnung zu vermeiden, umfasste der DAX am 31. Januar 2005 erstmals 31 Werte. Mit dem Schlusskurs von Lanxess wurde die Gewichtung von Bayer zum 1. Februar 2005 neu berechnet und Lanxess wurde wieder aus dem DAX genommen.                                            |
| 01.02.2005 | Lanxess                                |                                             | Lanxess wird von Bayer abgespalten. Um Verzerrungen in der DAX-Berechnung zu vermeiden, umfasste der DAX am 31. Januar 2005 erstmals 31 Werte. Mit dem Schlusskurs von Lanxess wurde die Gewichtung von Bayer zum 1. Februar 2005 neu berechnet und Lanxess wurde wieder aus dem DAX genommen.                                            |
| 19.12.2005 | Bayerische Hypo- und Vereinsbank       | Hypo Real Estate                            | Übernahme der Bayerischen Hypo- und Vereinsbank durch die Unicredit |
| 18.09.2006 | Schering                               | Postbank                                    | Übernahme von Schering durch Bayer |
| 18.06.2007 | Altana                                 | Merck                                       | Nach dem Verkauf der Pharmasparte an Nycomed, zu geringe Marktkapitalisierung von Altana |
| 22.09.2008 | TUI                                    | K+S                                         | Fast-Entry von K+S, niedrige Marktkapitalisierung von TUI |
| 22.12.2008 | Continental                            | Beiersdorf                                  | Fast-Exit von Continental durch geringe Freefloat-Marktkapitalisierung nach der Akquisition durch die Schaeffler-Gruppe |
| 22.12.2008 | Hypo Real Estate                       | Salzgitter                                  | Fast-Exit von Hypo Real Estate durch geringe Freefloat-Marktkapitalisierung nach der Teilakquisition durch den US-Investor J. Christopher Flowers sowie herbe Verluste im Rahmen der Finanzkrise ab 2007 |
| 23.03.2009 | Deutsche Postbank                      | Fresenius                                   | Höhere Marktkapitalisierung |
| 23.03.2009 | Infineon                               | Hannover Rück                               | Höhere Marktkapitalisierung |
| 21.09.2009 | Hannover Rück                          | Infineon                                    | Regular-Exit der Hannover Rück, da sie beim Handelsumsatz nicht mehr die DAX-Kriterien erfüllte; Infineon wurde am 21. September 2009 als zweites Unternehmen erneut in den DAX aufgenommen |
| 23.12.2009 | Volkswagen Stammaktien                 | Volkswagen Vorzugsaktien                    | Streubesitz unter 10 % gesunken |
| 21.06.2010 | Salzgitter                             | HeidelbergCement                            | HeidelbergCement mit über 50 % Kursgewinn seit 2009; Salzgitter AG mit über 10 % Kursverlust, während der DAX 30 Prozent gewann |
| 24.09.2012 | MAN                                    | Continental                                 | MAN: Streubesitz zu stark gesunken; Metro: niedrige Marktkapitalisierung |
| 24.09.2012 | Metro                                  | Lanxess                                     | MAN: Streubesitz zu stark gesunken; Metro: niedrige Marktkapitalisierung |
| 08.07.2013 |                                        | Osram                                       | Osram wird von Siemens abgespalten. Um Verzerrungen in der DAX-Berechnung zu vermeiden, umfasste der DAX am 8. Juli 2013 zum zweiten Mal 31 Werte. Mit dem Schlusskurs von Osram wurde die Gewichtung von Siemens zum 9. Juli 2013 neu berechnet und Osram wurde wieder aus dem DAX genommen.                                             |
| 09.07.2013 | Osram                                  |                                             | Osram wird von Siemens abgespalten. Um Verzerrungen in der DAX-Berechnung zu vermeiden, umfasste der DAX am 8. Juli 2013 zum zweiten Mal 31 Werte. Mit dem Schlusskurs von Osram wurde die Gewichtung von Siemens zum 9. Juli 2013 neu berechnet und Osram wurde wieder aus dem DAX genommen.                                             |
| 21.09.2015 | Lanxess                                | Vonovia                                     | Höhere Marktkapitalisierung |
| 21.03.2016 | K+S                                    | ProSiebenSat.1 Media                        | Fast-Exit von K+S, da Marktkapitalisierung zu stark gesunken |
| 12.09.2016 |                                        | Uniper                                      | Uniper wird von E.ON abgespalten. Um Verzerrungen in der DAX-Berechnung zu vermeiden, umfasste der DAX am 12. September 2016 zum dritten Mal 31 Werte. Mit dem Schlusskurs von Uniper wurde die Gewichtung von E.ON zum 13. September 2016 neu berechnet und Uniper wurde wieder aus dem DAX genommen.                                    |
| 13.09.2016 | Uniper                                 |                                             | Uniper wird von E.ON abgespalten. Um Verzerrungen in der DAX-Berechnung zu vermeiden, umfasste der DAX am 12. September 2016 zum dritten Mal 31 Werte. Mit dem Schlusskurs von Uniper wurde die Gewichtung von E.ON zum 13. September 2016 neu berechnet und Uniper wurde wieder aus dem DAX genommen.                                    |
| 25.10.2017 | Linde AG                               | Linde plc                                   | Im DAX wurde die Aktie der Linde AG zunächst ersetzt durch die Aktie „Linde AG z. Umtausch eingereichte Aktie“ und nach Aktientausch durch die Linde plc. |
| 19.03.2018 | ProSiebenSat.1 Media                   | Covestro                                    | Fast-Entry von Covestro, niedrige Marktkapitalisierung von ProSiebenSat1. Media |
| 24.09.2018 | Commerzbank                            | Wirecard                                    | Höhere Marktkapitalisierung |
| 23.09.2019 | Thyssenkrupp                           | MTU Aero Engines                            | Höhere Marktkapitalisierung |
| 22.06.2020 | Lufthansa                              | Deutsche Wohnen                             | Höhere Marktkapitalisierung und sinkender Streubesitz |
| 24.08.2020 | Wirecard                               | Delivery Hero                               | Insolvenz von Wirecard |
| 28.09.2020 |                                        | Siemens Energy                              | Siemens Energy wird von Siemens abgespalten. Um Verzerrungen in der DAX-Berechnung zu vermeiden, umfasste der DAX am 28. September 2020 zum vierten Mal 31 Werte. Mit dem Schlusskurs von Siemens Energy wurde die Gewichtung von Siemens zum 29. September 2020 neu berechnet und Siemens Energy wurde wieder aus dem DAX genommen.      |
| 29.09.2020 | Siemens Energy                         |                                             | Siemens Energy wird von Siemens abgespalten. Um Verzerrungen in der DAX-Berechnung zu vermeiden, umfasste der DAX am 28. September 2020 zum vierten Mal 31 Werte. Mit dem Schlusskurs von Siemens Energy wurde die Gewichtung von Siemens zum 29. September 2020 neu berechnet und Siemens Energy wurde wieder aus dem DAX genommen.      |
| 22.03.2021 | Beiersdorf                             | Siemens Energy                              | Höhere Marktkapitalisierung |
| 16.09.2021 |                                        | Vitesco                                     | Vitesco wird von Continental abgespalten. Um Verzerrungen in der DAX-Berechnung zu vermeiden, umfasste der DAX am 16. September 2021 zum fünften Mal 31 Werte. Mit dem Schlusskurs von Vitesco wurde die Gewichtung von Continental zum 17. September 2021 neu berechnet und Vitesco wurde wieder aus dem DAX genommen.                   |
| 17.09.2021 | Vitesco                                |                                             | Vitesco wird von Continental abgespalten. Um Verzerrungen in der DAX-Berechnung zu vermeiden, umfasste der DAX am 16. September 2021 zum fünften Mal 31 Werte. Mit dem Schlusskurs von Vitesco wurde die Gewichtung von Continental zum 17. September 2021 neu berechnet und Vitesco wurde wieder aus dem DAX genommen.                   |
| 20.09.2021 |                                        | Airbus                                      | Erweiterung des DAX auf 40 Werte |
| 20.09.2021 | Brenntag                               |                                             | Erweiterung des DAX auf 40 Werte |
| 20.09.2021 | HelloFresh                             |                                             | Erweiterung des DAX auf 40 Werte |
| 20.09.2021 | Porsche Automobil Holding              |                                             | Erweiterung des DAX auf 40 Werte |
| 20.09.2021 | Puma                                   |                                             | Erweiterung des DAX auf 40 Werte |
| 20.09.2021 | Qiagen                                 |                                             | Erweiterung des DAX auf 40 Werte |
| 20.09.2021 | Sartorius                              |                                             | Erweiterung des DAX auf 40 Werte |
| 20.09.2021 | Siemens Healthineers                   |                                             | Erweiterung des DAX auf 40 Werte |
| 20.09.2021 | Symrise                                |                                             | Erweiterung des DAX auf 40 Werte |
| 20.09.2021 | Zalando                                |                                             | Erweiterung des DAX auf 40 Werte |
| 29.10.2021 | Deutsche Wohnen                        | Beiersdorf                                  | Deutsche Wohnen: Streubesitz unter 10 % gesunken |
| 10.12.2021 |                                        | Daimler Truck Holding                       | Daimler Truck Holding wird von Daimler AG abgespalten. Um Verzerrungen in der DAX-Berechnung zu vermeiden, umfasste der DAX am 10. Dezember 2021 zum ersten Mal 41 Werte. Mit dem Schlusskurs von Daimler Truck wurde die Gewichtung von Daimler zum 13. Dezember 2021 neu berechnet und Daimler Truck wurde wieder aus dem DAX genommen. |
| 13.12.2021 | Daimler Truck Holding                  |                                             | Daimler Truck Holding wird von Daimler AG abgespalten. Um Verzerrungen in der DAX-Berechnung zu vermeiden, umfasste der DAX am 10. Dezember 2021 zum ersten Mal 41 Werte. Mit dem Schlusskurs von Daimler Truck wurde die Gewichtung von Daimler zum 13. Dezember 2021 neu berechnet und Daimler Truck wurde wieder aus dem DAX genommen. |
| 21.03.2022 | Beiersdorf                             | Daimler Truck Holding                       | [ 34 ] |
| 21.03.2022 | Siemens Energy                         | Hannover Rück                               | [ 34 ] |
| 20.06.2022 | Delivery Hero                          | Beiersdorf                                  | Beiersdorf: Fast Entry |
| 19.09.2022 | HelloFresh                             | Siemens Energy                              | HelloFresh: 35 % Kursverlust über die letzten 3 Monate, bei nur 13 % Kursverlust des DAX. |
| 19.12.2022 | Puma                                   | Porsche AG                                  | Börsengang von Porsche |
| 27.02.2023 | Linde plc                              | Commerzbank                                 | Linde: Delisting der Stammaktien von der Frankfurter Wertpapierbörse |
| 20.03.2023 | Fresenius Medical Care                 | Rheinmetall                                 | Rheinmetall: Fast Entry |
| 27.12.2024 | Covestro                               | Fresenius Medical Care                      | Covestro: Streubesitz unter 10 % gesunken |

## Historische Kursentwicklung

### Rückrechnung
Der DAX wird von der Deutschen Börse seit dem 1. Juli 1988 berechnet und startete bei 1163,52 Punkten. Die Indexbasis liegt bei 1000 Punkten per 31. Dezember 1987. Da Investoren nicht nur an der aktuellen Performance des Deutschen Aktienindexes Interesse haben, sondern auch an der historischen, wurde dieser 1988 von Frank Mella, damals Redakteur bei der Börsen-Zeitung und Erfinder des DAX, auf täglicher Basis exemplarisch bis 1959 zurückgerechnet.
Mella verkettete den DAX am 30. Dezember 1987 mit den 30 Aktienwerten im Index der Börsen-Zeitung (BZ-Index), der wiederum aus einer Verknüpfung mit den 24 Werten im Hardy-Index des Bankhauses Hardy & Co. zum 1. April 1981 hervorgegangen ist und bis zum 28. September 1959 zurückreicht. Anders als im DAX und im BZ-Index berücksichtigte der Hardy-Index keine Dividenden. Hardy- und BZ-Index wurden viermal am Tag (um 12:00 Uhr, 12:30 Uhr, 13:00 Uhr und 13:30 Uhr) ermittelt. Die von Mella erzeugte Zeitreihe wird von der Deutschen Börse als offizielle Rückrechnung des DAX verwendet.
Längerfristige Rückrechnungen des deutschen Aktienindex stützen sich vor allem auf den Index des Statistischen Bundesamtes, von dem bis 1948 zurückreichende monatliche Kurse zur Verfügung stehen, den Aktienindex des Statistischen Reichsamtes, der von 1922 bis 1943 ermittelt wurde und den Index des Institutes für Konjunkturforschung, deren Zeitreihen bis in das Jahr 1840 zurückgehen.

### Indexentwicklung
Am 20. Juni 1985 schloss der DAX rechnerisch mit 1007,18 Punkten erstmals über der Marke von 1000 Punkten. Am 19. Oktober 1987 verbuchte der Index einen Tagesverlust von 9,39 Prozent. Grund war der Schwarze Montag an der New York Stock Exchange, als der Wert des Dow Jones Industrial Average um 22,6 Prozent einbrach. Am Montag, dem 16. Oktober 1989, erlitt der DAX den größten Tagesabsturz seiner Geschichte. Er brach um 12,81 Prozent ein. Am Freitag zuvor war in den USA die Finanzierung der Fluggesellschaft UAL gescheitert. Am 19. August 1991 verbuchte der DAX einen Tagesverlust von 9,40 Prozent. Es war eine Reaktion auf den später gescheiterten Putsch gegen den sowjetischen Präsidenten Michail Gorbatschow.
Am 20. März 1998 schloss der Index mit 5001,55 Punkten zum ersten Mal über der Marke von 5000 Punkten. Am 7. März 2000 erreichte der DAX mit 8136,16 Punkten im Handelsverlauf und mit 8064,97 Punkten auf Schlusskursbasis seine bis dahin höchsten Werte. Diese wurden erst mehr als sieben Jahre später, im Sommer 2007, übertroffen. Nach dem Platzen der Spekulationsblase im Technologiesektor (Dotcom-Blase) sank der DAX bis zum 12. März 2003 auf einen Schlussstand von 2202,96 Punkten. Tiefer schloss der Index letztmals am 24. November 1995. Das war ein Rückgang um 72,7 Prozent gegenüber seinem Höchststand vom 7. März 2000.
Der 12. März 2003 markiert den Wendepunkt der Talfahrt. Die Erkenntnis, dass der Irakkrieg nicht zu vermeiden war, beendete die Unsicherheit der Investoren bezüglich der weltpolitischen und -wirtschaftlichen Lage. Der DAX startete nach oben und gewann bereits vor Kriegsbeginn 20 %. Im Juli 2007 wurden neue Höchststände erreicht; bester Wert waren 8151,57 Punkte am 13. Juli 2007.
Im Dezember 2007 waren erstmals die 30 größten deutschen börsennotierten Konzerne mehrheitlich im Besitz ausländischer Investoren. Gegenüber 2005 war ihr Anteil um 20 auf nunmehr 53 Prozent gestiegen.
Im Verlauf der internationalen Finanzkrise, die im Sommer 2007 in der US-Immobilienkrise ihren Ursprung hatte, begann der DAX wieder zu sinken. Ab Herbst 2008 wirkte sich die Krise zunehmend auf die Realwirtschaft aus. Infolgedessen brachen die Aktienkurse weltweit ein. Am 9. Oktober 2008 schloss der DAX mit 4887,00 Punkten erstmals seit dem 4. November 2005 unter der Grenze von 5000 Punkten. Am 13. Oktober 2008 erlebte der DAX mit 11,40 Prozent den größten Tagesgewinn seiner Geschichte. Zwei Wochen später, am 28. Oktober 2008, beendete der Index den Handel 11,28 Prozent höher als zum Vortagsschluss. Es war eine Reaktion auf die Rettungspläne der US-Regierung für die US-amerikanische Finanzbranche. Einen neuen Tiefststand erzielte der Index am 6. März 2009, als er den Handel mit 3666,41 Punkten beendete. Seit dem Allzeithoch vom 13. Juli 2007 entspricht das einem Rückgang um 54,8 Prozent. Der 6. März 2009 bedeutete das Ende der Talfahrt. Ab dem Frühjahr 2009 war der DAX wieder auf dem Weg nach oben. Bis zum 2. Mai 2011 stieg er um 105,3 Prozent auf einen Schlussstand von 7527,64 Punkten.
Die Abschwächung der globalen Konjunktur und die Verschärfung der Eurokrise ließen den deutschen Leitindex erneut einbrechen. Am 12. September 2011 beendete der DAX den Handel bei 5072,33 Punkten. Der Verlust seit dem Höchststand am 2. Mai 2011 betrug 32,6 Prozent. Die Ankündigungen neuer Anleihekaufprogramme der Europäischen Zentralbank und der US-Notenbank in grundsätzlich unbegrenztem Umfang führten anschließend wieder zu einer Erholung der Kurse am Aktienmarkt. Die monetären Impulse spielten eine größere Rolle bei der Kursbildung als die weltweite Wirtschaftsabkühlung und die Lage der Unternehmen. Im Mai 2013 konnten die Höchststände vom Juli 2007 erstmals übertroffen werden: Am 22. Mai 2013 schloss der Index erstmals in seiner Geschichte über 8500 bei 8530,89 Punkten und damit um 68,18 Prozent höher als beim letzten Tiefpunkt am 12. September 2011. Nach einem Rücksetzer in den Sommermonaten erreichte er ab September 2013 immer neue Allzeithochs auf Schlusskursbasis. Am 29. Oktober 2013 schloss der DAX erstmals in seiner Geschichte über 9000 bei 9022,04 Punkten. Die Marke von 9500 Punkten wurde zwei Monate später, am 27. Dezember 2013 mit einem Schlusskurs von 9589,39 Punkten durchbrochen.
Am 5. Juni 2014 um 14:32 Uhr sprang der Index im Handelsverlauf erstmals über 10.000 Punkte. Zwei Handelstage später, am Pfingstmontag, dem 9. Juni 2014, erzielte der DAX erstmals einen fünfstelligen Stand (nämlich 10.008,63 Punkte) auch auf Schlusskursbasis. In Folge der Bekanntgabe der EZB, wegen einer sehr niedrigen Inflation bzw. drohenden Deflation, Anleihenkäufe von monatlich 60 Mrd. Euro bis September 2016 durchzuführen, erreichte der Index am 22. Januar 2015 ein neues Allzeithoch von 10.454,05 Punkten auf Schlusskursbasis. Bereits am Folgetag sprang der DAX im Handelsverlauf auf einen weiteren neuen Höchstwert von 10.702,84 Punkten. Rund zwei Drittel der DAX-Aktien befanden sich 2014 im ausländischen Besitz. Am 19. Februar 2015 schloss der DAX erstmals in seiner Geschichte über 11.000 Punkten, bei 11.001,94 Punkten auf Schlusskursbasis. In den folgenden drei Wochen erzielte der DAX fast täglich neue Allzeithochs und schloss am 16. März 2015 erstmals über 12.000 Punkten, bei 12.167,72 Punkten zum Handelsschluss.
Gleichzeitig löste der DAX (gerechnet ohne Dividenden) im Handelsverlauf dieses Tages den 15 Jahre alten Höchststand des Kursindex (6266,15 Punkte am 7. März 2000) ab, indem er zwischenzeitlich auf 6266,76 Punkte stieg. Auf Schlusskursbasis übertraf der Kursindex den Stand aus dem Jahr 2000 am 10. April 2015 mit einem Wert von 6331,39 Punkten.
Am 12. März 2020 gab es den mit 1277,55 Zählern den punktemäßig höchsten Tagesverlust. Auslöser war die Angst vor den wirtschaftlichen Folgen der COVID-19-Pandemie. Mit insgesamt über 40 % Kursverfall binnen Monatsfrist erlebten Anleger den historisch größten Rückgang des DAX innerhalb solch kurzer Zeit.
Am 3. Dezember 2024 um 9:25 Uhr kurz nach Handelseröffnung erreichte der DAX erstmals einen Stand von über 20.000 Punkten.

### Short Squeeze der VW-Aktie 2008
Zu Schwankungen besonderer Art kam es Ende Oktober 2008, als die Porsche Automobil Holding versuchte, den wesentlich größeren Volkswagen-Konzern zu übernehmen. Porsche war im Oktober 2008 durch Zukäufe und Derivatgeschäfte im Besitz von etwa 42,6 % der Stammaktien und hatte über Kaufoptionen Anspruch auf weitere 31,5 %.
Als Porsche dies vier Tage vor der Veröffentlichung des Quartalergebnisses von VW bekannt gab, kam es in den Folgetagen zu einem heftigen Short Squeeze. Einige Marktteilnehmer (darunter auch Hedgefonds) hatten die VW-Aktien leerverkauft und mussten sich nun wieder eindecken. Nachdem Porsche etwa 75 % und das Land Niedersachsen weitere 20 % der Aktien hielten (VW-Gesetz), verblieben nur noch knapp 6 % an Streubesitz. Durch dieses knappe Angebot und die zusätzlich erhöhte Nachfrage der Leerverkäufer schnellte die VW-Aktie bis zum 28. Oktober 2008 zeitweise auf über 1.000 €. Damit übertraf sie kurzzeitig die gesamte Marktkapitalisierung des zu dieser Zeit weltgrößten Unternehmens ExxonMobil.
Durch diesen außerordentlichen Preisanstieg erhöhte sich die Gewichtung der Aktie im DAX von ursprünglich 5,88 % im September auf 27,22 % zu Handelsschluss am 28. Oktober 2008. An diesem Tag kündigte Dow Jones & Company bereits an, den Free-Float-Faktor der VW-Stammaktie in seinen Indizes zum freitäglichen Handelsbeginn hin von 49,63 auf 37,32 Prozent herabzusenken. Die Deutsche Börse handelte zum Stichtag 3. November 2008, indem sie eine außerordentliche DAX-Indexneugewichtung vornahm und dabei die Gewichtung der Volkswagenaktie im DAX auf zehn Prozent kappte.

### Höchststände
Die Übersicht zeigt die Allzeithöchststände des DAX als Performanceindex (mit Dividenden) und als Kursindex (ohne Dividenden).
| Index                                 | Punkte    | Datum                     |
| ------------------------------------- | --------- | ------------------------- |
| Performanceindex im Handelsverlauf    | 24.639,10 | Donnerstag, 10. Juli 2025 |
| Performanceindex auf Schlusskursbasis | 24.549,56 | Mittwoch, 9. Juli 2025    |
| Kursindex im Handelsverlauf           | 9.230,84  | Donnerstag, 10. Juli 2025 |
| Kursindex auf Schlusskursbasis        | 9.186,94  | Mittwoch, 9. Juli 2025    |

### Etappen
Die Tabelle zeigt das erstmalige Überschreiten der jeweils nächsten 1000-Punkte-Marke auf Schlusskursbasis des bis 1959 zurückgerechneten DAX.

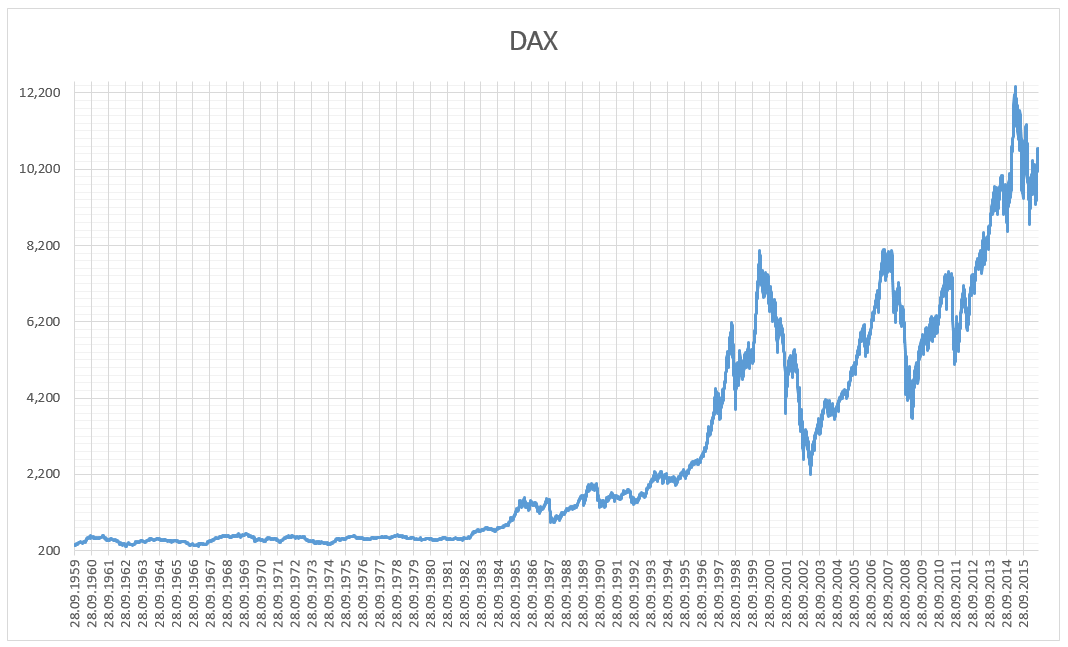
DAX 1959–2015 (bis 31. März 1981 nur Kursindex)

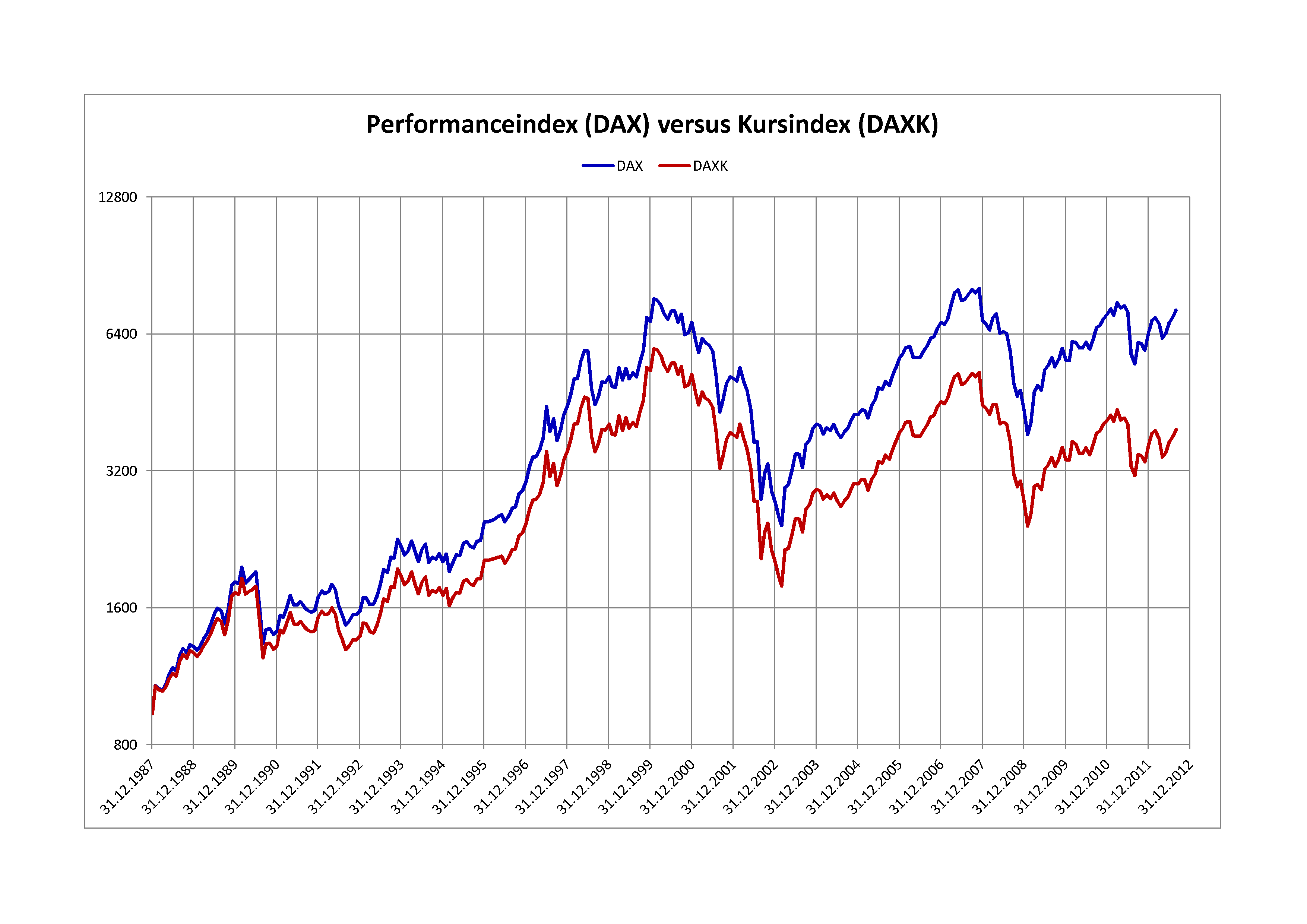
DAX-Performanceindex (blau) versus DAX-Kursindex (rot) 1987–2012

| erster Schlussstand über | Schlussstand in Punkten | Datum              |
| ------------------------ | ----------------------- | ------------------ |
| 1.000                    | 1.007,18                | 20. Juni 1985      |
| 2.000                    | 2.005,01                | 8. Oktober 1993    |
| 3.000                    | 3.001,37                | 17. Januar 1997    |
| 4.000                    | 4.006,40                | 8. Juli 1997       |
| 5.000                    | 5.001,55                | 20. März 1998      |
| 6.000                    | 6.013,14                | 8. Juli 1998       |
| 7.000                    | 7.173,22                | 14. Januar 2000    |
| 8.000                    | 8.064,97                | 7. März 2000       |
| 9.000                    | 9.022,04                | 29. Oktober 2013   |
| 10.000                   | 10.008,63               | 9. Juni 2014       |
| 11.000                   | 11.001,94               | 19. Februar 2015   |
| 12.000                   | 12.167,72               | 16. März 2015      |
| 13.000                   | 13.003,70               | 16. Oktober 2017   |
| 14.000                   | 14.049,53               | 8. Januar 2021     |
| 15.000                   | 15.008,61               | 30. März 2021      |
| 16.000                   | 16.029,65               | 4. November 2021   |
| 17.000                   | 17.033,24               | 6. Februar 2024    |
| 18.000                   | 18.015,13               | 20. März 2024      |
| 19.000                   | 19.002,38               | 19. September 2024 |
| 20.000                   | 20.016,75               | 3. Dezember 2024   |
| 21.000                   | 21.042,00               | 21. Januar 2025    |
| 22.000                   | 22.037,83               | 11. Februar 2025   |
| 23.000                   | 23.147,02               | 3. März 2025       |
| 24.000                   | 24.036,11               | 20. Mai 2025       |

### Höchste Tagesgewinne
Die Tabelle zeigt die prozentual höchsten Tagesgewinne des von 2022 bis 1959 zurückgerechneten DAX.
| Rang | Datum         | Schlussstand in Punkten | Veränderung in Punkten | Veränderung in % | Ursache / Anmerkung                                                                              |
| ---- | ------------- | ----------------------- | ---------------------- | ---------------- | ------------------------------------------------------------------------------------------------ |
| 1    | 13. Okt. 2008 | 5.062,45                | +518,14                | +11,40           | Spekulationen zu Ankündigungen eines umfangreichen Rettungspaketes im Zuge der Rezession ab 2007 |
| 2    | 30. Mai 1962  | 399,60                  | +45,19                 | +11,31           | Kurserholung nach dem Kurseinbruch an der New Yorker Börse vom 29. Mai 1962                      |
| 3    | 28. Okt. 2008 | 4.823,45                | +488,81                | +11,28           | Short Squeeze der VW-Aktie                                                                       |
| 4    | 24. März 2020 | 9.700,57                | +959,42                | +10,98           | Spekulationen um Hilfspakete im Verlauf der COVID-19-Pandemie                                    |
| 5    | 24. Nov. 2008 | 4.554,33                | +426,93                | +10,34           | Rettung der angeschlagenen Citigroup durch Kapitalspritze der US-Regierung                       |
| 6    | 29. Mai 1970  | 485,85                  | +41,25                 | +9,28            | Kurserholung nach Kurseinbrüchen an der Weltbörse                                                |
| 7    | 9. März 2022  | 13.847,93               | +1.016,66              | +7,92            | Kurserholung nach Kurseinbrüchen wegen des russischen Überfalls auf die Ukraine                  |
| 8    | 29. Juli 2002 | 3.859,78                | +280,78                | +7,85            | Spekulationen im Zuge der geplatzten Dotcom-Blase                                                |
| 9    | 8. Dez. 2008  | 4.715,88                | +334,41                | +7,63            | Beschluss des Glühlampenverbots in der EU                                                        |
| 10   | 17. Jan. 1991 | 1.422,67                | +99,99                 | +7,56            | Reaktion auf den Beginn des Luftkriegs der USA im Zuge des zweiten Golfkriegs                    |

### Höchste Tagesverluste
Die Tabelle zeigt die prozentual höchsten Tagesverluste des von 2022 bis 1959 zurückgerechneten DAX.
| Rang | Datum         | Schlussstand in Punkten | Veränderung in Punkten | Veränderung in % | Ursache / Anmerkung                                                                                      |
| ---- | ------------- | ----------------------- | ---------------------- | ---------------- | --- |
| 1    | 16. Okt. 1989 | 1.385,72                | −203,62                | −12,81           | Reaktion auf Gerüchte über eine geplatzte Fusion der Fluggesellschaft United Airlines                    |
| 2    | 12. März 2020 | 9.161,13                | −1.277,55              | −12,24           | Corona-Crash, befürchtete globale Ausbreitung des Krankheitserregers SARS-CoV-2, siehe COVID-19-Pandemie |
| 3    | 19. Aug. 1991 | 1.497,93                | −155,44                | −9,40            | Reaktion auf den Putschversuch in der Sowjetunion gegen Michail Gorbatschow                              |
| 4    | 19. Okt. 1987 | 1.321,61                | −136,94                | −9,39            | Schwarzer Montag                                                                                         |
| 5    | 11. Sep. 2001 | 4.273,53                | −396,60                | −8,49            | Reaktion auf die Terroranschläge am 11. September 2001 in den USA                                        |
| 6    | 9. März 2020  | 10.625,02               | −916,85                | −7,94            | Corona-Crash, befürchtete globale Ausbreitung des Krankheitserregers SARS-CoV-2, siehe COVID-19-Pandemie |
| 7    | 28. Okt. 1997 | 3.614,92                | −308,31                | −7,86            | Zuspitzung der Asienkrise                                                                                |
| 8    | 2. Okt. 1998  | 3.918,94                | −332,14                | −7,81            | Auswirkungen der Russlandkrise                                                                           |
| 9    | 26. Okt. 1987 | 1.193,31                | −99,36                 | −7,69            | Auswirkungen vom Schwarzen Montag                                                                        |
| 10   | 29. Mai 1962  | 354,41                  | −27,56                 | −7,22            | Kurseinbruch an der Wall Street                                                                          |

### Jährliche Entwicklung
Der DAX wurde bis 1981 als Performanceindex (mit Dividenden) und bis 1948 als Kursindex (ohne Dividenden) zurückgerechnet. Die Zeitreihe basiert auf einer Verkettung des DAX mit dem BZ-Index (1981–1986), dem Hardy-Index (1959–1980) und dem Aktienindex des Statistischen Bundesamtes (1948–1958). Frühere Daten stammen von Professor Richard Stehle, Institut für Bank-, Börsen- und Versicherungswesen, Humboldt-Universität zu Berlin. Stehle hat die Aktienrendite derjenigen Unternehmen berechnet, die im DAX-Performanceindex enthalten gewesen wären, wenn es das Börsenbarometer bereits ab 1937 gegeben hätte.
Das beste Jahr in der Geschichte des DAX war rechnerisch 1949 mit einem Gewinn von 152,13 Prozent, gefolgt von 1951 mit einem Plus von 115,41 Prozent und 1954 mit einem Gewinn von 82,59 Prozent. Das schlechteste Jahr war 1948 mit einem Verlust von 87,35 Prozent, gefolgt von 2002 mit einem Minus von 43,94 Prozent und 2008 mit einem Verlust von 40,37 Prozent. Der Zeitraum von 1948 bis 1954 ist geprägt von der Währungsreform und dem Wirtschaftswunder, der Zeitraum seit 2000 vom Platzen der Dotcom-Blase und den Auswirkungen der Finanzkrise ab 2007.
Die Tabelle zeigt die jährliche Entwicklung des bis 1937 zurückgerechneten deutschen Aktienindex DAX.
| Jahr | Schlussstand in Punkten | Veränderung in Punkten | Veränderung in % |
| ---- | ----------------------- | ---------------------- | ---------------- |
| 1937 | 56,89                   |                        |                  |
| 1938 | 55,47                   | −1,42                  | −2,50            |
| 1939 | 63,01                   | 7,54                   | 13,59            |
| 1940 | 84,69                   | 21,68                  | 34,41            |
| 1941 | 91,72                   | 7,03                   | 8,30             |
| 1942 | 102,54                  | 10,82                  | 11,80            |
| 1943 | 106,95                  | 4,41                   | 4,30             |
| 1944 | 110,37                  | 3,42                   | 3,20             |
| 1945 | 89,84                   | −20,53                 | −18,60           |
| 1946 | 89,39                   | −0,45                  | −0,50            |
| 1947 | 102,18                  | 12,79                  | 14,31            |
| 1948 | 12,93                   | −89,25                 | −87,35           |
| 1949 | 32,60                   | 19,67                  | 152,13           |
| 1950 | 30,18                   | −2,42                  | −7,42            |
| 1951 | 65,01                   | 34,83                  | 115,41           |
| 1952 | 59,75                   | −5,26                  | −8,09            |
| 1953 | 74,09                   | 14,34                  | 24,00            |
| 1954 | 135,28                  | 61,19                  | 82,59            |
| 1955 | 148,81                  | 13,53                  | 10,00            |
| 1956 | 137,80                  | −11,01                 | −7,40            |
| 1957 | 144,97                  | 7,17                   | 5,20             |
| 1958 | 232,23                  | 87,26                  | 60,19            |
| 1959 | 417,79                  | 185,56                 | 79,90            |
| 1960 | 534,09                  | 116,30                 | 27,84            |
| 1961 | 489,79                  | −44,30                 | −8,29            |
| 1962 | 386,32                  | −103,47                | −21,13           |
| 1963 | 438,95                  | 52,63                  | 13,62            |
| 1964 | 477,89                  | 38,94                  | 8,87             |
| 1965 | 422,36                  | −55,53                 | −11,62           |
| 1966 | 333,36                  | −89,00                 | −21,07           |

| Jahr | Schlussstand in Punkten | Veränderung in Punkten | Veränderung in % |
| ---- | ----------------------- | ---------------------- | ---------------- |
| 1967 | 503,22                  | 169,86                 | 50,95            |
| 1968 | 555,62                  | 52,40                  | 10,41            |
| 1969 | 622,38                  | 66,76                  | 12,02            |
| 1970 | 443,86                  | −178,52                | −28,68           |
| 1971 | 473,46                  | 29,60                  | 6,67             |
| 1972 | 536,36                  | 62,90                  | 13,29            |
| 1973 | 403,88                  | −132,48                | −24,70           |
| 1974 | 401,79                  | −2,09                  | −0,52            |
| 1975 | 563,25                  | 161,46                 | 40,19            |
| 1976 | 509,02                  | −54,23                 | −9,63            |
| 1977 | 549,34                  | 40,32                  | 7,92             |
| 1978 | 575,15                  | 25,81                  | 4,70             |
| 1979 | 497,79                  | −77,36                 | −13,45           |
| 1980 | 480,92                  | −16,87                 | −3,39            |
| 1981 | 490,39                  | 9,47                   | 1,97             |
| 1982 | 552,77                  | 62,38                  | 12,72            |
| 1983 | 773,95                  | 221,18                 | 40,01            |
| 1984 | 820,91                  | 46,96                  | 6,07             |
| 1985 | 1.366,23                | 545,32                 | 66,43            |
| 1986 | 1.432,25                | 66,02                  | 4,83             |
| 1987 | 1.000,00                | −432,25                | −30,18           |
| 1988 | 1.327,87                | 327,87                 | 32,79            |
| 1989 | 1.790,37                | 462,50                 | 34,83            |
| 1990 | 1.398,23                | −392,14                | −21,90           |
| 1991 | 1.577,98                | 179,75                 | 12,86            |
| 1992 | 1.545,05                | −32,93                 | −2,09            |
| 1993 | 2.266,68                | 721,63                 | 46,71            |
| 1994 | 2.106,58                | −160,10                | −7,06            |
| 1995 | 2.253,88                | 147,30                 | 6,99             |
| 1996 | 2.888,69                | 634,81                 | 28,17            |

| Jahr | Schlussstand in Punkten | Veränderung in Punkten | Veränderung in % |
| ---- | ----------------------- | ---------------------- | ---------------- |
| 1997 | 4.249,69                | 1.361,00               | 47,11            |
| 1998 | 5.002,39                | 752,70                 | 17,71            |
| 1999 | 6.958,14                | 1.955,75               | 39,10            |
| 2000 | 6.433,61                | −524,53                | −7,54            |
| 2001 | 5.160,10                | −1.273,51              | −19,79           |
| 2002 | 2.892,63                | −2.267,47              | −43,94           |
| 2003 | 3.965,16                | 1.072,53               | 37,08            |
| 2004 | 4.256,08                | 290,92                 | 7,34             |
| 2005 | 5.408,26                | 1.152,18               | 27,07            |
| 2006 | 6.596,92                | 1.188,66               | 21,98            |
| 2007 | 8.067,32                | 1.470,40               | 22,29            |
| 2008 | 4.810,20                | −3.257,12              | −40,37           |
| 2009 | 5.957,43                | 1.147,23               | 23,85            |
| 2010 | 6.914,19                | 956,76                 | 16,06            |
| 2011 | 5.898,35                | −1.015,84              | −14,69           |
| 2012 | 7.612,39                | 1.714,04               | 29,06            |
| 2013 | 9.552,16                | 1.939,77               | 24,77            |
| 2014 | 9.805,55                | 253,39                 | 2,65             |
| 2015 | 10.743,01               | 937,46                 | 9,56             |
| 2016 | 11.481,06               | 738,05                 | 6,87             |
| 2017 | 12.917,64               | 1.436,58               | 12,51            |
| 2018 | 10.558,96               | −2.358,68              | −18,26           |
| 2019 | 13.249,01               | 2.690,05               | 25,48            |
| 2020 | 13.718,78               | 469,77                 | 3,55             |
| 2021 | 15.884,86               | 2.166,08               | 15,79            |
| 2022 | 13.923,59               | −1.961,27              | −12,35           |
| 2023 | 16.751,64               | 2.828,05               | 20,31            |
| 2024 | 19.909,14               | 3.157,50               | 18,85            |

## Kritik
Der Fernseh-Nachrichtensender n-tv kritisierte im Juli 2018, dass die Berechnung des DAX im Vergleich zu anderen Indizes, wie z. B. dem FTSE 100 oder dem S&P 500, zu einer Verzerrung führt. Er beschränke sich auf nur wenige Unternehmen und klammere damit einen großen Teil der übrigen deutschen Aktiengesellschaften aus. Der Performance-Index sei unrealistisch, denn er bezieht auch ausgeschüttete Dividenden mit ein, was zu einer erheblichen Differenz gegenüber dem Kursindex führt.
 Kritik gibt es auch an der Kappungsgrenze, die 2006 eingeführt wurde und die Gewichtung einzelner Papiere begrenzt. Während die Börsen-Zeitung anlässlich des Ausstiegs von Linde plc aus dem DAX die Kappungsgrenze kritisiert, bewertet der Vorstandsvorsitzende der Schutzgemeinschaft der Kapitalanleger, Daniel Bauer, die Kappungsgrenze als sinnvoll, um eine einseitige Gewichtung zu vermeiden. In diesem Zusammenhang wurde auch das mögliche Unterlaufen der Kappungsgrenze durch DAX-Konzerne aus dem Automobilsektor genannt, die ihre Sparten als Papiere listen lassen. So könnten stark nachgefragte Papiere der Volkswagen AG, der Porsche AG und der Porsche Automobil Holding zu einer Gewichtung des Volkswagen-Konzerns von 30 % im DAX führen, wo dem Konzern allein sonst nur 10 % Maximalgewichtung möglich wären. Ein ähnliches Szenario ist mit der Mercedes-Benz Group und der Daimler Truck Holding AG denkbar.
| Gruppe        | Sektor                         | Unternehmen im DAX                                        |
| ------------- | ------------------------------ | --------------------------------------------------------- |
| Volkswagen    | Automobil (Produktion)         | Volkswagen, Porsche AG, Porsche SE                        |
| Mercedes Benz | Automobil (Produktion)         | Mercedes-Benz Group, Daimler Truck                        |
| Siemens       | Elektrotechnik, Energietechnik | Siemens, Siemens Energy¹, Siemens Healthineers, Infineon² |

¹ signifikante Minderheitsbeteiligung von 35 %
² über eine Tochtergesellschaft
Die Deutsche Börse kündigte im November 2023 an, die Kappungsgrenze für den deutschen Leitindex im Frühjahr 2024 auf 15 % anzuheben. Dies wurde zum Handelstag am 18. März 2024 umgesetzt. Bereits im Oktober 2024 überschritt mit der Aktie der SAP erneut ein Papier die Kappungsgrenze.